# Vilina Appiah
Pour les articles homonymes, voir Appiah.
Vilina Appiah, née le 11 février 2003, est une joueuse de badminton mauricienne.

## Biographie
Vilina Appiah commence le badminton dès l'âge de neuf ans, suivant les traces de son frère Melvin.
Elle est médaillée de bronze aux Championnats d'Afrique de badminton par équipes 2022 à Kampala puis médaillée d'argent au Championnat d'Afrique de badminton par équipes mixtes 2023. Aux Jeux des îles de l'océan Indien 2023 à Madagascar, elle est médaillée d'or par équipes, médaillée d'argent en double mixte avec Melvin Appiah et médaillée de bronze en double dames avec Tiya Bhurtun.